# CSM Sibiu (volley-ball féminin)
Le Clubul Sportiv Muncitoresc Sibiu est un club roumain de volley-ball  fondé en 1959 et basé à Sibiu qui évolue pour la saison 2017-2018 en Divizia A2 Feminin Vest.

## Effectifs

### Saison 2012-2013
Entraîneur : Branko Gajic  Serbie